# Clusia polyandra
Clusia polyandra là một loài thực vật có hoa trong họ Bứa. Loài này được (Vesque) Pipoly mô tả khoa học đầu tiên năm 1997.